# A Jacksonville Jaguars szezonjai
Ez a Jacksonville Jaguars szezonjainak listája a National Football League-ben.
| Super Bowl Bajnok | Főcsoportgyőztes | Csoportgyőztes | Wild Card Hely |

| Szezon               | Csapat   | Bajnokság | Főcsoport | Csoport  | Alapszakasz | Alapszakasz | Alapszakasz | Alapszakasz | Rájátszás eredmények | Díjak                                 |
| Szezon               | Csapat   | Bajnokság | Főcsoport | Csoport  | Eredmény    | Győzelem    | Vereség     | Döntetlen   | Rájátszás eredmények | Díjak                                 |
| -------------------- | -------- | --------- | --------- | -------- | ----------- | ----------- | ----------- | ----------- | --- | ------------------------------------- |
| Jacksonville Jaguars |          |           |           |          |             |             |             |             | |                                       |
| 1995                 | 1995     | NFL       | AFC       | Középső  | 5.          | 4           | 12          | 0           | |                                       |
| 1996                 | 1996     | NFL       | AFC       | Középső  | 2.          | 9           | 7           | 0           | Győzelem Wild Card rájátszás (Bills) 30-27 Győzelem Csoport rájátszás (Broncos) 30-27 Vereség Főcsoport bajnokság (Patriots) 20-6 |                                       |
| 1997                 | 1997     | NFL       | AFC       | Középső  | 2.          | 11          | 5           | 0           | Vereség Wild Card rájátszás (Broncos) 42-17                                                                                       |                                       |
| 1998                 | 1998     | NFL       | AFC       | Középső  | 1.          | 11          | 5           | 0           | Győzelem Wild Card rájátszás (Patriots) 25-10 Vereség Csoport rájátszás (Jets) 34-24                                              |                                       |
| 1999                 | 1999     | NFL       | AFC       | Középső  | 1.          | 14          | 2           | 0           | Győzelem Csoport rájátszás (Dolphins) 62-7 Vereség Főcsoport bajnokság (Titans) 33-14                                             |                                       |
| 2000                 | 2000     | NFL       | AFC       | Középső  | 4.          | 7           | 9           | 0           | |                                       |
| 2001                 | 2001     | NFL       | AFC       | Középső  | 5.          | 6           | 10          | 0           | |                                       |
| 2002                 | 2002     | NFL       | AFC       | Déli     | 3.          | 6           | 10          | 0           | |                                       |
| 2003                 | 2003     | NFL       | AFC       | Déli     | 3.          | 5           | 11          | 0           | |                                       |
| 2004                 | 2004     | NFL       | AFC       | Déli     | 2.          | 9           | 7           | 0           | |                                       |
| 2005                 | 2005     | NFL       | AFC       | Déli     | 2.          | 12          | 4           | 0           | Vereség Wild Card rájátszás (Patriots) 28-3                                                                                       |                                       |
| 2006                 | 2006     | NFL       | AFC       | Déli     | 3.          | 8           | 8           | 0           | |                                       |
| 2007                 | 2007     | NFL       | AFC       | Déli     | 2.          | 11          | 5           | 0           | Győzelem Wild Card rájátszás (Steelers) 31-29 Vereség Csoport rájátszás (Patriots) 31-20                                          |                                       |
| 2008                 | 2008     | NFL       | AFC       | Déli     | 4.          | 5           | 11          | 0           | |                                       |
| 2009                 | 2009     | NFL       | AFC       | Déli     | 4.          | 7           | 9           | 0           | |                                       |
| 2010                 | 2010     | NFL       | AFC       | Déli     | 2.          | 8           | 8           | 0           | |                                       |
| 2011                 | 2011     | NFL       | AFC       | Déli     | 3.          | 5           | 11          | 0           | |                                       |
| 2012                 | 2012     | NFL       | AFC       | Déli     | 4.          | 2           | 14          | 0           | |                                       |
| 2013                 | 2013     | NFL       | AFC       | Déli     | 3.          | 4           | 12          | 0           | |                                       |
| 2014                 | 2014     | NFL       | AFC       | Déli     | 3.          | 3           | 13          | 0           | |                                       |
| 2015                 | 2015     | NFL       | AFC       | Déli     | 3.          | 5           | 11          | 0           | |                                       |
| 2016                 | 2016     | NFL       | AFC       | Déli     | 4.          | 3           | 13          | 0           | |                                       |
| Összesen             | Összesen | Összesen  | Összesen  | Összesen | Összesen    | 155         | 197         | 0           | (1995–2016, csak az alapszakasz)                                                                                                  | (1995–2016, csak az alapszakasz)      |
| Összesen             | Összesen | Összesen  | Összesen  | Összesen | Összesen    | 5           | 6           |             | (1995–2016, csak rájátszás) | (1995–2016, csak rájátszás)           |
| Összesen             | Összesen | Összesen  | Összesen  | Összesen | Összesen    | 160         | 203         | 0           | (1995–2016, alapszakasz és rájátszás)                                                                                             | (1995–2016, alapszakasz és rájátszás) |